# Henny Trayles
Henny Trayles, pseudonimo di Henny Trylesinski (Amburgo, 4 giugno 1937 – San Luis, 17 febbraio 2022), è stata un'attrice e comica tedesca naturalizzata uruguaiana, che visse i suoi ultimi anni in Argentina.

## Biografia
Iniziò la sua carriera all'età di 4 anni da bambina prodigio, studiando danza classica, pianoforte, teatro, acrobazie, e partecipando a festival.
Dal 1955 al 1962 recitò nel teatro indipendente, partecipando a diverse opere di repertorio: Le corna di Don Friolera (Valle Inclan), Lisistrata (Aristofane), La bisbetica domata (Shakespeare), Donna Rosita nubile (García Lorca), The Star Siviglia (Lope de Vega), Amour (Schnitzer), Folle Estate (Laferrère), Mondo occidentale giocoliere (Synge). Recitò in due riviste musicali e numerose telenovelas.
Nel 1962 partecipò al famoso spettacolo teatrale uruguayano Telecataplum; poi continuò con lo stesso programma in Argentina tra il 1963 e il 1968. Seguirono altre commedie come Jaujarana, Hupumorpo, ComiColor, Calabromas, e Verano del '98.
Tra i suoi collaboratori si contano nomi grandi comici come Ricardo Espalter, Enrique Almada, Eduardo D'Angelo, Berugo Carámbula, Raymundo Soto, Andrés Redondo, Emilio Vidal, Alfredo de la Peña, Gabriela Acher e Edda Diaz.
Dal 1969 si produsse in Agripita contro tutti, e poi in Come essere un mame Yidishe, tratto dal lavoro di Dan Greenburg.
Tenne workshop e seminari di guarigione tramite buonumore.
Ottenne un Konex Award come attrice comica nel 1981.
Negli anni 2004-2005 recitò in Flor - Speciale come te nel ruolo di Greta. 
È morta il 17 febbraio 2022 all'età di 84 anni.

## Filmografia
- Piel de verano (1961)
- Telecataplum (1963) - Vari personaggi
- Show Rambler (1965)
- La industria del matrimonio (1965)
- Jaujarana, (1969) - Vari personaggi
- Disputas en la cama (1972)
- Jacinta Pichimauida se enamora (1977)
- Yo también tengo fiaca (1978)
- Gran valor (1980)
- La viuda blanca - (1986) - Polonia
- Corps perdus (1990)
- Mi cuñado - (1993) - Corina
- Como vos & yo - (1998) - Serafina
- Verano del '98 - (1998) - Rosario
- Buenos vecinos - (1999)
- Franco Buenaventura, el profe (2002) - Margarita
- Sottosopra (Samy y yo), regia di Eduardo Milewicz (2002)
- Batticuore (Máximo corazón) (2002) - Sara Sokolovski
- Flor - Speciale come te (Floricienta) (2004-2005) - Greta Van Beethooven
- Suspiros del corazón (2006)
- El código Rodriguez (2006) - María Julia de Rodríguez
- Bueno (2007) - Sara la Partera
- Una de dos (2008)
- Todos contra Juan (2009) - Marta Perugia
- Rompecabezas (2009)
- Todos contra Juan 2 (2010) - Marta Perugia
- Viudas e hijos del rock and roll (2014-2015)